# مشير المصري
مشير عمر المصري (ولد ببيت لاهيا، 1976) سياسي فلسطيني، ونائب بالمجلس التشريعي الفلسطيني عن محافظة شمال قطاع غزة، ومتحدث باسم حركة حماس. متزوج وأب لسبعة أبناء.

## النشأة والتعليم
درس مشير عمر خميس الحبل في الجامعة الإسلامية بغزة وحصل على البكالوريوس في الشريعة الإسلامية منها. ثم حصل على الماجستير بامتياز في السياسة الشرعية من نفس الجامعة، ثم أكمل دارسته العليا لدرجة الدكتوراه في السياسة الشرعية في جامعة القاهرة في مصر .

## وظائف

### الوظائف السابقة
- الناطق الإعلامي باسم حركة المقاومة الإسلامية حماس.
- محاضر في قسم الدراسات الإسلامية بالجامعة الإسلامية.
- نائب رئيس قسم الدراسات الإسلامية بالجامعة الإسلامية.
- رئيس المؤتمر العام للكتلة الإسلامية الذراع الطلابي لحركة حماس.
- نائب رئيس مجلس طلاب الجامعة الإسلامية.
- عضو مجلس إدارة مؤسسة القدس الدولية بغزة.
- أمين سر كتلة التغيير الإصلاح البرلمانية لنحو خمس سنوات.
- الناطق باسم كتلة التغيير والإصلاح في المجلس التشريعي.
- رئيس لجنة العلاقات الخارجية في كتلة التغيير والإصلاح البرلمانية.
- عضو لجنة شؤون المجلس التشريعي.

### الوظيفة الحالية
- عضو المجلس التشريعي الفلسطيني عن محافظة شمال قطاع غزة.
- عضو رابطة علماء فلسطين.
- رئيس الحملة الدولية للإفراج عن النواب المختطفين.
- عضو اللجنة القانونية والسياسية بالمجلس التشريعي.
- عضو المنتدى العالمي للبرلمانيين الإسلاميين.
- عضو رابطة البرلمانيين الدوليين المدافعين عن القضية الفلسطينية.
- عضو مجلس أمناء كلية الدعوة والمعهد الشرعي.

## اقتباسات
- في الذكرى العشرين لانطلاقة حماس قال:

- وقال أيضا:«قد اقسم القسام فانتظر اللظى...هذا يمين الصادقين الفاتحين...ان الكتائب قد اعدت للقى...وتجهزت كي تطرد الباغين...اليوم نأتيكم بجيش محمد...اليوم نغزوكم ولا تغزونا...بالجمع جئناكم نفرق جمعكم...مهلا بني صهيون فانتظرونا..»

## وصلات خارجية
- كلمة لمشير المصري على يوتيوب
- مشير المصري في الذكرى الـ 20 لانطلاقة حماس على يوتيوب